# بتزدورف (زیگ)
شهر بتزدورف در ایالت راینلند-فالتز در کشور آلمان واقع شده است.